# Jan J. Zienkiewicz

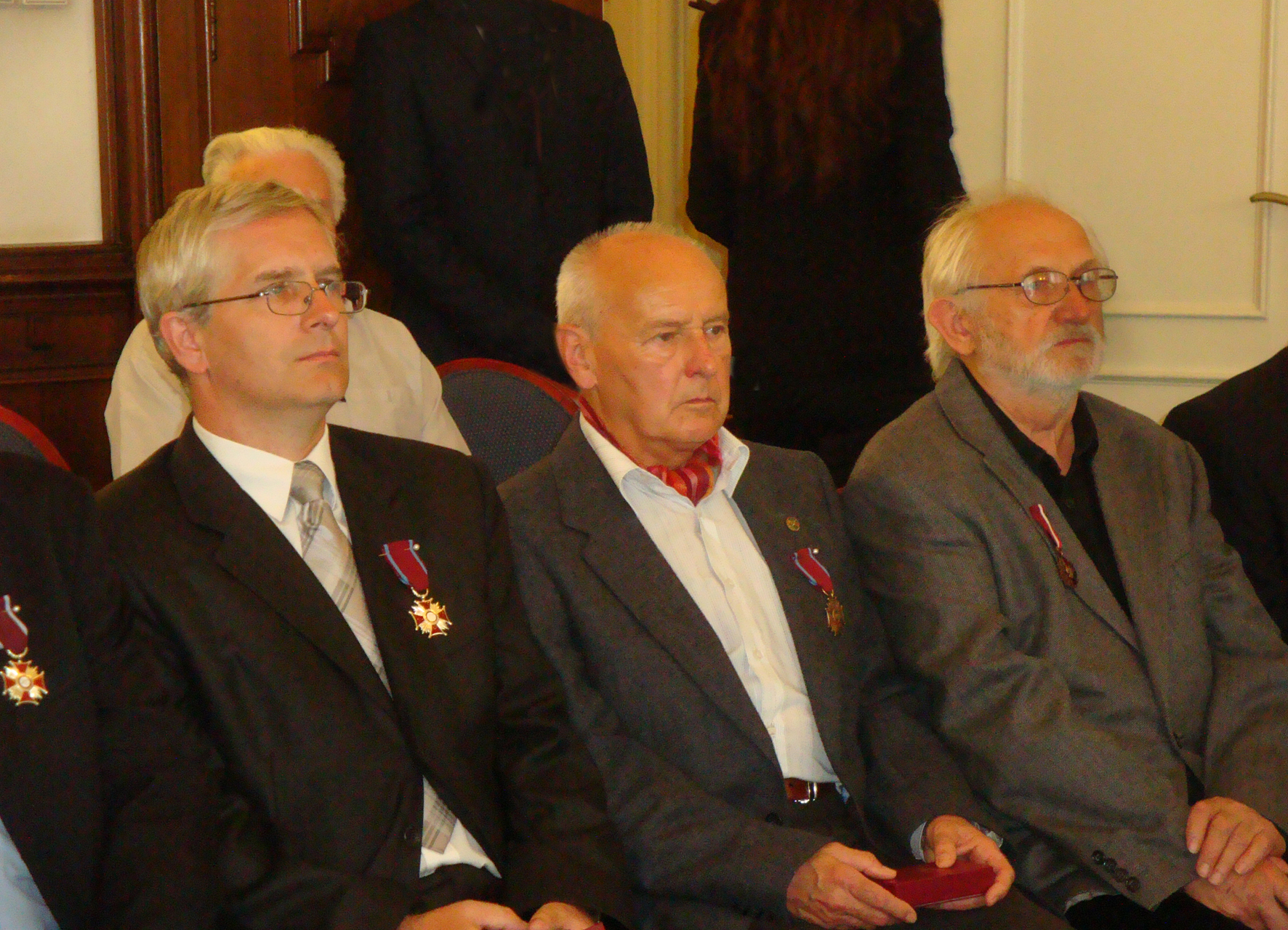
Jan J. Zienkiewicz (w środku) odznaczony Brązowym Krzyżem Zasługi 28 czerwca 2016

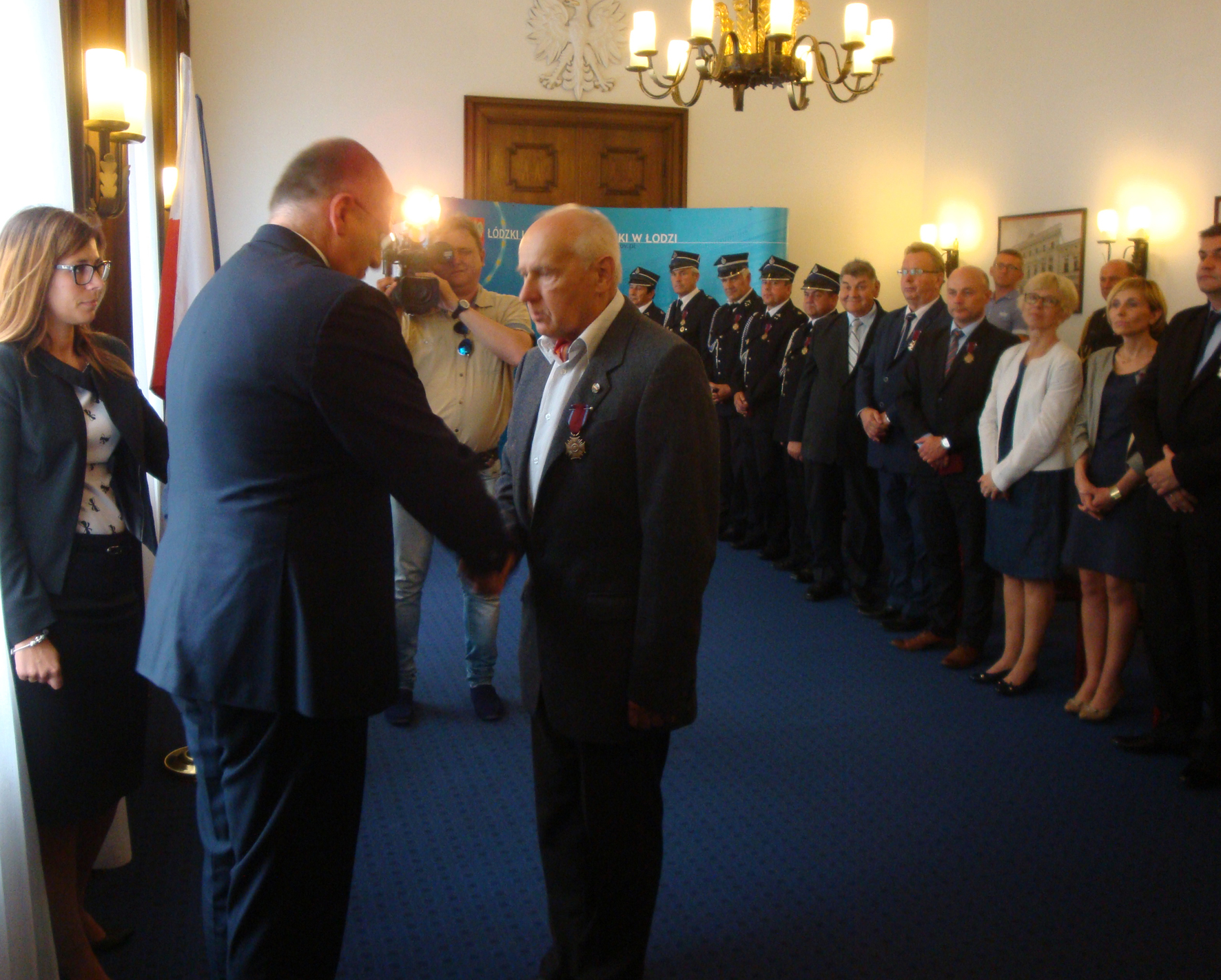
Jan J. Zienkiewicz odznaczany Brązowym Krzyżem Zasługi 28 czerwca 2016

Jan Jarosław Zienkiewicz (ur. 21 lipca 1942 w Koniecpolu) – polski działacz turystyczny i społecznik.

## Życiorys
W dzieciństwie mieszkał na Dolnym Śląsku, mieszkając w Wałbrzychu, Kłodzku i Otmuchowie. Uczęszczał do XXVI LO w Łodzi, gdzie jego zainteresowania turystyką rozwinął nauczyciel tej szkoły Jerzy Miecznikowski. W 1960 wstąpił do Polskiego Towarzystwa Turystyczno-Krajoznawczego w Oddziale Łódzkim. W Oddziale Akademickim PTTK w Łodzi ukończył w maju 1965 kurs przewodnicki, po zdanych egzaminach uzyskał w dniu 15 maja 1965 państwowe uprawnienia przewodnika turystycznego miejskiego i terenowego. Zaczął działać w Kole Przewodników w Łódzkim Oddziale PTTK, po kilku latach został jego prezesem. Został przodownikiem turystyki pieszej, górskiej, kolarskiej oraz instruktorem krajoznawstwa Polski. Współorganizował Centralny Zlot Aktywu Krajoznawczego w Grotnikach k. Łodzi. W latach 1979–1986 zawodowo pracował jako sekretarz i kierownik biura Zarządu Wojewódzkiego PTTK w Łodzi. W latach 1983–1994 był członkiem Komisji Krajoznawczej Zarządu Głównego PTTK. Pracował w Automobilklubie Łódzkim – organizował tam szkolenia i rajdy.
Był jednym z czterech twórców pierwszej wystawy turystycznej w nowo zorganizowanym Muzeum Sportu i Turystyki w Łodzi w Hali Sportowej (Muzeum Sportu jest autonomicznym oddziałem Muzeum Miasta Łodzi) i członkiem Rady Programowej tego Muzeum.
Był Społecznym Opiekunem Zabytków. W sierpniu i grudniu 1983 stał się założycielem, zaś w marcu 1984 został pierwszym prezesem Towarzystwa Opieki nad Zabytkami w Łodzi, piastując tę funkcję także w okresie od 11 lutego 2009 do 1 grudnia 2010 roku. W 2007 został wybrany w skład Głównej Komisji Rewizyjnej Towarzystwa Opieki nad Zabytkami w Warszawie.
Pisał artykuły krajoznawcze i o opiece nad zabytkami do prasy codziennej i periodyków.
W 2005 r. Muzeum Sportu i Turystyki w Łodzi zorganizowało wystawę zdjęć i eksponatów związanych z krajowymi i zagranicznymi podróżami J. Zienkiewicza, zatytułowaną „45 lat z PTTK Jana J. Zienkiewicza”.

## Odznaczenia i wyróżnienia
- Brązowy Krzyż Zasługi (2016)[2]
- Srebrny Krzyż Zasługi (2023)[3].
- Złotą Honorową Odznaką PTTK oraz Złotą Odznaką „Zasłużony Działacz Turystyki” za działalność w dziedzinie turystyki i krajoznawstwa
- tytułem Zasłużonego Przewodnika PTTK[4].
- odznaką „Zasłużony dla Kultury Polskiej” (2019)